# 侯恪
侯恪（1592年5月20日—1634年），字若木、若樸，號蒙澤、木庵、遂園，河南歸德府商丘縣人，明朝政治人物。

## 生平
萬曆四十三年乙卯科鄉試第46名舉人，萬曆四十四年丙辰科易一房會試中式第257名，萬曆四十七年己未科殿試二甲第47名，通政司觀政，改翰林院庶吉士，天啟元年辛酉授翰林院編修，天啟五年乙丑房考，本年為民，崇禎元年戊辰（1628年）起右中允，二年己巳升右庶子掌右春坊，升南京國子監祭酒，三年庚午致仕。七年卒，年四十三。著有《遂園詩集》二十卷。

## 家族
曾祖侯進〔左布政使〕、祖侯璣〔贈文林郎御史〕、父侯執蒲〔湖廣道御史〕。兄侯恂、侄子侯方域。